# 延喜御遺誡
延喜御遺誡（えんぎごゆいかい）は、醍醐天皇が朱雀天皇にさずけた遺言。

## 概略
延長8年9月22日、醍醐天皇は病が篤いため、朱雀天皇に譲位した。
26日、朱雀天皇は、父上皇を麗景殿にたずね、会ったが、このとき上皇は、天皇を几帳のなかによびいれ、したしく五事を遺言した。
すなわち、その一は、神事をもっぱらにすること、その二は、祖父宇多法王によくつかえること、その三は、左大臣藤原忠平の訓を聞くこと、その四は、古人をあわれむこと、その五は、天皇が幼少であったから忘れたといい、こんにちつたわらない。
このことは「西宮記」および「河海抄」に引用される「李部王記」にみえる。